# Naomi Girma
Naomi Haile Girma (San José, California; 14 de junio de 2000) es una futbolista estadounidense. Juega como defensora para el Chelsea F. C. de la Women's Super League de Inglaterra y para la selección de Estados Unidos. El 26 de enero del 2025, con la confirmación de su fichaje por el Chelsea, pasa a ser el fichaje más caro realizado hasta la fecha en el fútbol femenino con un coste de traspaso de 1.1 M de dólares. 

## Biografía
Girma nació en San José, California de padres provenientes de Etiopía.
Estudió en la Universidad Stanford, donde se graduó en Sistemas Simbólicos y jugó con el Stanford Cardinal, siendo capitana del equipo y campeona de la Women's College Cup 2019.

## Trayectoria
Girma fue elegida en primer lugar en el Draft de la NWSL de 2022 por el recién creado San Diego Wave.

## Selección
Girma integró las selecciones sub-17, sub-19 y sub-20 de su país, siendo capitana de esta última. En diciembre de 2020, fue nombrada Futbolista Joven del Año por la United States Soccer Federation.
Recibió su primera convocatoria a la selección mayor de Estados Unidos en diciembre de 2019 pero no pudo jugar debido a una lesión. Fue convocada nuevamente en octubre de 2020.

## Estadísticas

### Clubes
| Club                 | País           | Año         |
| -------------------- | -------------- | ----------- |
| San Diego Wave F. C. | Estados Unidos | 2022 - 2025 |
| Chelsea F. C.        | Inglaterra     | 2025 - act. |

## Palmarés

### Títulos internacionales
| Título                             | Equipo         | Sede                 | Año  |
| ---------------------------------- | -------------- | -------------------- | ---- |
| Campeonato Sub-17 de la Concacaf   | Estados Unidos | Granada              | 2016 |
| Campeonato Sub-20 de la Concacaf   | Estados Unidos | República Dominicana | 2020 |
| Campeonato Femenino de la Concacaf | Estados Unidos | México               | 2022 |

(*) Incluyendo la Selección

### Distinciones individuales
| Distinción                               | Año  |
| ---------------------------------------- | ---- |
| Futbolista Joven del Año de EE. UU.      | 2020 |
| Defensora del Año de la NWSL             | 2022 |
| Novata del Año de la NWSL                | 2022 |
| Mejor Once de la NWSL                    | 2022 |
| Mejor Once del Campeonato de la Concacaf | 2022 |
| Mejor Once de la Concacaf (IFFHS)        | 2022 |